# جامعة سان أندرياس العليا
جامعة سان أندرياس العليا (بالإنجليزية: Higher University of San Andrés)‏ هي جامعة، تأسست في 1831م، في بوليفيا.